# Музей Тисен-Борнемиса
Националният музей „Тисен-Борнемиса“ (на испански: Museo Nacional Thyssen-Bornemisza), или само „Тисен“, е художествена галерия в Мадрид, Испания. Тоси името на основателя на художествената колекция Тисен-Борнемиса.
Днес е държавна картинна галерия, бил е най-голявата в света частна картинна галерия до 1993 г.
Разположен е близо до музея Прадо на главния булевард „Пасео дел Прадо“. Част е от Златния триъгълник на изкуството, който включва също националните галерии „Прадо“ и „Рейна София“. Тисен-Борнемиса запълва историческите празнини в тези 2 колекции: в случая на „Прадо“ това са италиански примитиви и произведения от английската, холандската и немската школа, докато в случая на „Рейна София“ касае импресионисти, експресионисти и европейски и американски картини от ΧΧ век.
С над 1600 картини някога тя е втората по големина частна колекция в света след Британската кралска колекция.  Мястото в Мадрид е избрано, след като през 1987 – 88 г. барон Тисен не получава разрешение да разшири своя музей в Лугано (Villa Favorita) и търси по-подходящо място другаде в Европа за разполагане на ядрото на колекцията.

## История
Колекцията е започната през 20-те години на XX век от Хайнрих, барон Тисен-Борнемиса де Касон. През този период се наблюдава движение на европейски картини от САЩ към Европа, поради трудностите на американски милионери, свързани с Голямата депресия и данъците върху наследството. По този начин баронът се сдобива с картини на стари майстори като портрета на Джована Торнабуони от Доменико Гирландайо (от библиотеката на Морган) и Рицаря на Виторе Карпачо (от колекцията на Ото Кан).  По-късно колекцията е разширена от сина на Хайнрих, барон Ханс Хайнрих Тисен-Борнемиса (1921 – 2002),  който събира повечето от произведенията от колекциите на своите роднини и продължава да придобива голям брой нови произведения (от готическото изкуство до Люшън Фройд).
Първоначално колекцията се помещава в семейното имение в Лугано в сграда с двадесет стаи, построена по подобие на Новата пинакотека в Мюнхен. През 1988 г. баронът подава молба за изграждане на допълнително разширение, проектирано от британските архитекти Джеймс Стърлинг и Майкъл Уилфорд, но градският съвет на Лугано отхвърля плана.
През 1985 г. баронът се жени за Кармен „Тита“ Сервера (бивша мис Испания 1961 г.) и я приобщава към колекционирането на произведения на изкуството. Влиянието на Сервера е решаващо за убеждаването на барона да премести ядрото на своята колекция в Испания, където кметството разполага със сграда до Прадо - дворецът Виляермоса (Palacio de Villahermosa). Музеят Тисен-Борнемиса е открит официално през 1992 г. и показва 715 произведения на изкуството. Година по-късно испанското правителство откупува 775 произведения за 350 милиона долара.  Тези произведения сега се намират в специално създадения музей в Мадрид. След отварянето на музея през 1999 г. Сервера отдава под наем за 11 години 429 произведения от собствената си колекция. Наемът се подновява ежегодно. 
Баронесата остава тясно ангажирана с музея. Тя лично избира розовия цвят на вътрешните стени, а през май 2006 г. демонстрира публично срещу плановете на кмета на Мадрид Алберто Руис-Галардон да преустрои Пасео дел Прадо, тъй като смята, че ремонтът и трафикът ще навредят на колекцията и музея.
През 2015 г. баронесата забавя годишното подновяване на наема си, докато решава дали да не премести временно колекцията си в Барселона, Съединените щати или Русия. В крайна сметка тя решава да запази колекцията в Мадрид, но през 2017 г. отново забавя подписването на споразумението. През 2021 г. Министерството на културата на Испания официално финализира споразумение за наем на колекцията срещу годишна такса от 6,5 милиона евро (7,8 милиона долара) в продължение на 15 години. 